# Bronisławów (powiat rawski)
Bronisławów – wieś w Polsce położona w województwie łódzkim, w powiecie rawskim, w gminie Biała Rawska. 
Obecna nazwa wsi pojawia się w 1921 r. jako kolonia Bronisławów. Wcześniej wieś nosiła nazwę Porady Dolne.
W latach 1975–1998 miejscowość należała administracyjnie do województwa skierniewickiego.
Koło wsi Bronisławów przechodzi CMK.